# Stanisław Kowolik
Stanisław Karol Kowolik (ur. 4 listopada 1953 w Piekarach Śląskich) – polski polityk, samorządowiec, poseł na Sejm II kadencji.

## Życiorys
W 1979 ukończył studia na Wydziale Mechanicznym Technologicznym Politechniki Śląskiej, w 1994 – studia podyplomowe na Wydziale Prawa i Administracji Uniwersytetu Śląskiego, w 2001 – na Wydziale Filozoficznym Uniwersytetu Jagiellońskiego, w 2002 – w Ośrodku Studiów Europejskich Uniwersytetu Śląskiego, a w 2003 na Wydziale Teologii Katolickiego Uniwersytetu Lubelskiego.
Od 1976 do 1991 pracował w różnych przedsiębiorstwach przemysłowych w Tarnowskich Górach, m.in. w Hucie Cynku Miasteczko Śląskie. W 1980 wstąpił do NSZZ „Solidarność”. W stanie wojennym dwukrotnie zostawał internowany, a także skazany na karę dwóch lat pozbawienia wolności z warunkowym zawieszeniem jej wykonania.
Od 1990 do 1991 działał w Porozumieniu Centrum. W latach 1990–1994 był zastępcą Piotra Hanyska, ówczesnego burmistrza Tarnowskich Gór. Pełnił funkcję posła na Sejm II kadencji z listy Bezpartyjnego Bloku Wspierania Reform. Był jednym z liderów powstałego na skutek rozpadu BBWR Bloku dla Polski. W wyborach samorządowych w 1998 bezskutecznie ubiegał się o mandat radnego sejmiku śląskiego z listy komitetu Ruch Patriotyczny Ojczyzna. Pod koniec lat 90. pracował w prywatnej spółce, w 1999 został zastępcą dyrektora ośrodka pomocy społecznej w Chorzowie.
Od 2004 do 2006 należał do Ligi Polskich Rodzin. W 2006 jako członek tej partii bezskutecznie ubiegał się o stanowisko burmistrza z ramienia Prawa i Sprawiedliwości. Został jednak z listy PiS wybrany na radnego miasta. W przedterminowych wyborach parlamentarnych w 2007 bez powodzenia kandydował do Senatu z ramienia PiS jako bezpartyjny, następnie wstąpił do tego ugrupowania. W wyborach samorządowych w 2010 uzyskał reelekcję do rady miasta. Objął funkcję przewodniczącego rady miasta Tarnowskie Góry. We wrześniu 2014 wystąpił z PiS, w listopadzie tego samego roku uzyskał mandat radnego powiatu tarnogórskiego z ramienia komitetu wyborczego burmistrza Arkadiusza Czecha.

## Odznaczenia
W 2013 odznaczony Krzyżem Kawalerskim Orderu Odrodzenia Polski. W 2016 otrzymał Krzyż Wolności i Solidarności.